# Ушакова, Анна Сергеевна
Анна Сергеевна Ушакова (род. 28 сентября 1983 года, Калининград) — российская пианистка и педагог, солистка Калининградской областной филармонии.

## Биография
Анна Сергеевна Ушакова родилась 28 сентября 1983 года в Калиниграде. Мать — педагог музыкально-теоретических дисциплин, отец — механик-наладчик.
В 1998 году после окончания музыкальной школы поступила в Калининградский областной музыкальный колледж. Во время обучения в Калининграде гастролировала в Венгрии и Литве. Выступала с Калининградским симфоническим оркестром.
В 2002 году окончила Калининградский областной музыкальный колледж, фортепианное отделение (класс заслуженного работника культуры Российской Федерации Равдиной Н. П.).
В 2002 году поступила на фортепианный факультет Санкт-Петербургской государственной консерватории им. Н. А. Римского-Корсакова (класс П. Р. Лаула).
В 2007 году окончила Санкт-Петербургскую государственную консерваторию им. Н. Римского-Корсакова как пианистка.
С 2013 года является солисткой Калининградской областной филармонии.
Является участницей и спикером TED-конференции.
С 2020 года — преподаватель специального фортепиано, с 2022 года — зав. кафедрой специального фортепиано в филиале «Балтийский» Центральной музыкальной школы.

## Творчество
Японская органистка Хироко Иноуэ так характеризует творчество Анна Ушаковой:

«За творчеством Анны я наблюдаю с большим интересом. Пианистка, покорившая своей личностью и своими концертными выступлениями многие сцены, она всегда находится в творческом поиске. Ее манеру отличают тонкое чувство, масштабность подачи образов и отдача самой себя на сцене. Наша с Анной совместная программа пользуется большим успехом не только в России, но и за рубежом»

Трубач и дирижёр Владислав Лаврик так отзывается о творчестве Анны:

«Анна очень талантливый и яркий музыкант, с которым удобно музицировать на одной сцене! Сочетание тонкой выразительности и впечатляющее владение роялем делает Анну великолепной солисткой с её неповторимой индивидуальностью»

Выступает с концертами в России и других странах: Литве, Венгрии, Польше, Нидерландах.
В её репертуаре произведения классических и джазовых композиторов: Рахманинова, Чайковского, Прокофьева, Шуберта, Шопена, Бетховена, Мусоргского, Римского-Корсакова, Глазунова, Гершвина, Хироми, Капустина, Цфасмана и других.

### Концертные программы
- «От Баха до Тома и Джерри»
- «Фантазия на тему Джаз»
- «Гении романтизма»
- «Великие транскрипции»
- «Орган, рояль и Fashion»[12].

### Награды и участие в конкурсах и фестивалях
- Лауреат Международного конкурса, проводимого в Москве при поддержке Министерства культуры РФ в рамках Международного музыкально-поэтического форума «Фермата» (2015)[13].
- Участие в концертной программе Олимпиады в Сочи.
- Участница фестивалей «Русская музыка на Балтике», «Янтарное ожерелье», «Бахослужение», «Джаз в филармонии».
- Участие в фестивале "«Internationaal orgelfestival Roermond» (Нидерланды).

## Семья
Замужем, воспитывает дочь (2009 г.р.).